# Aillières-Beauvoir
Aillières-Beauvoir – miejscowość i gmina we Francji, w regionie Kraj Loary, w departamencie Sarthe.
Według danych na rok 2010 gminę zamieszkiwały 224 osoby, a gęstość zaludnienia wynosiła 15 osób/km².